# Polysyncraton dentatum
Polysyncraton dentatum är en sjöpungsart som beskrevs av Kott 200. Polysyncraton dentatum ingår i släktet Polysyncraton och familjen Didemnidae. Inga underarter finns listade i Catalogue of Life.